# اسپنسر ویلتون
اسپنسر ویلتون (انگلیسی: Spencer Wilton؛ زادهٔ ۱ فوریهٔ ۱۹۷۳) ورزشکار اهل بریتانیا است.
وی در مسابقات کشوری و بین‌المللی در مجموع برندهٔ ۱ مدال نقره، ۱ مدال برنز شده‌است.